# Užupis

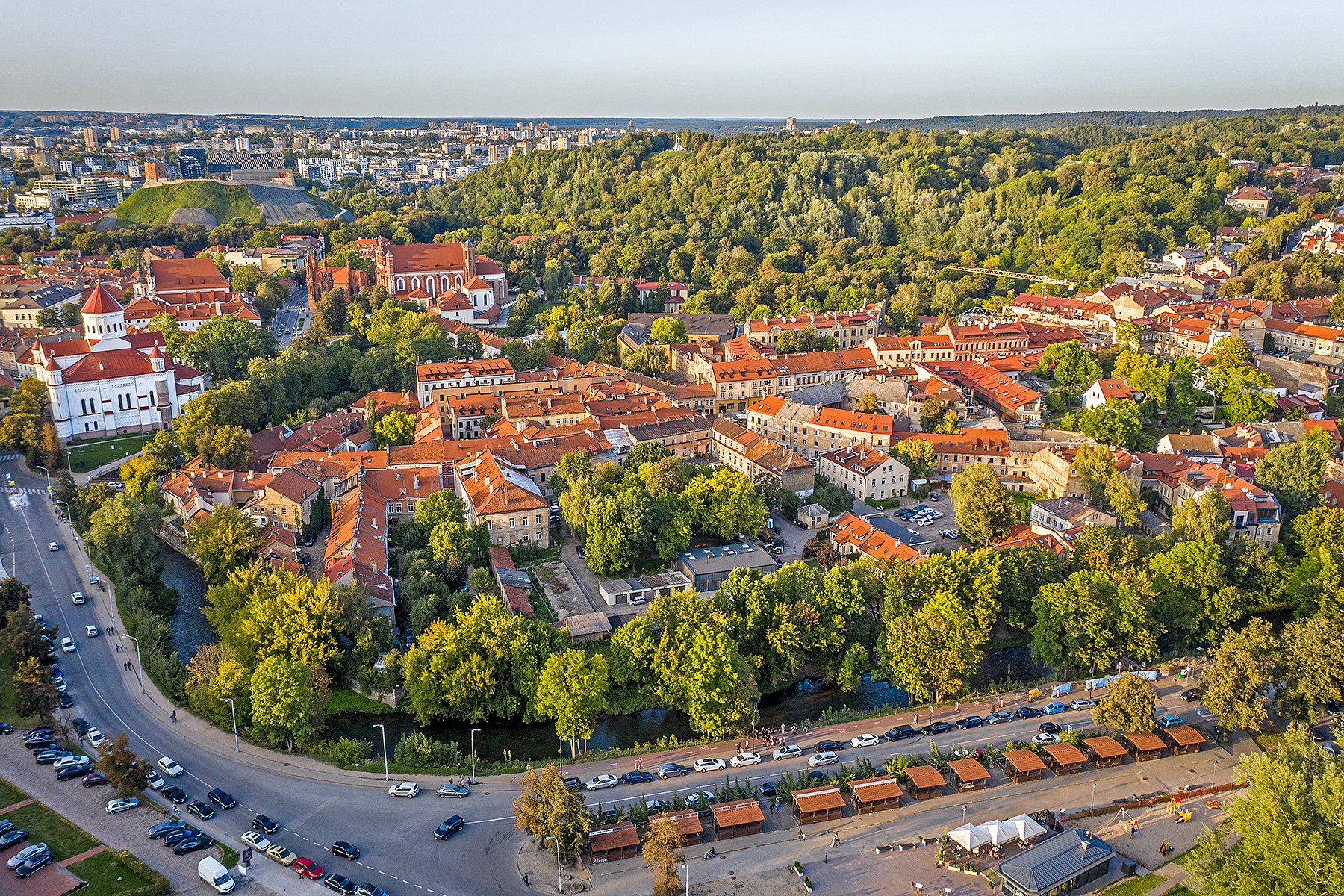
Užupis (2020)

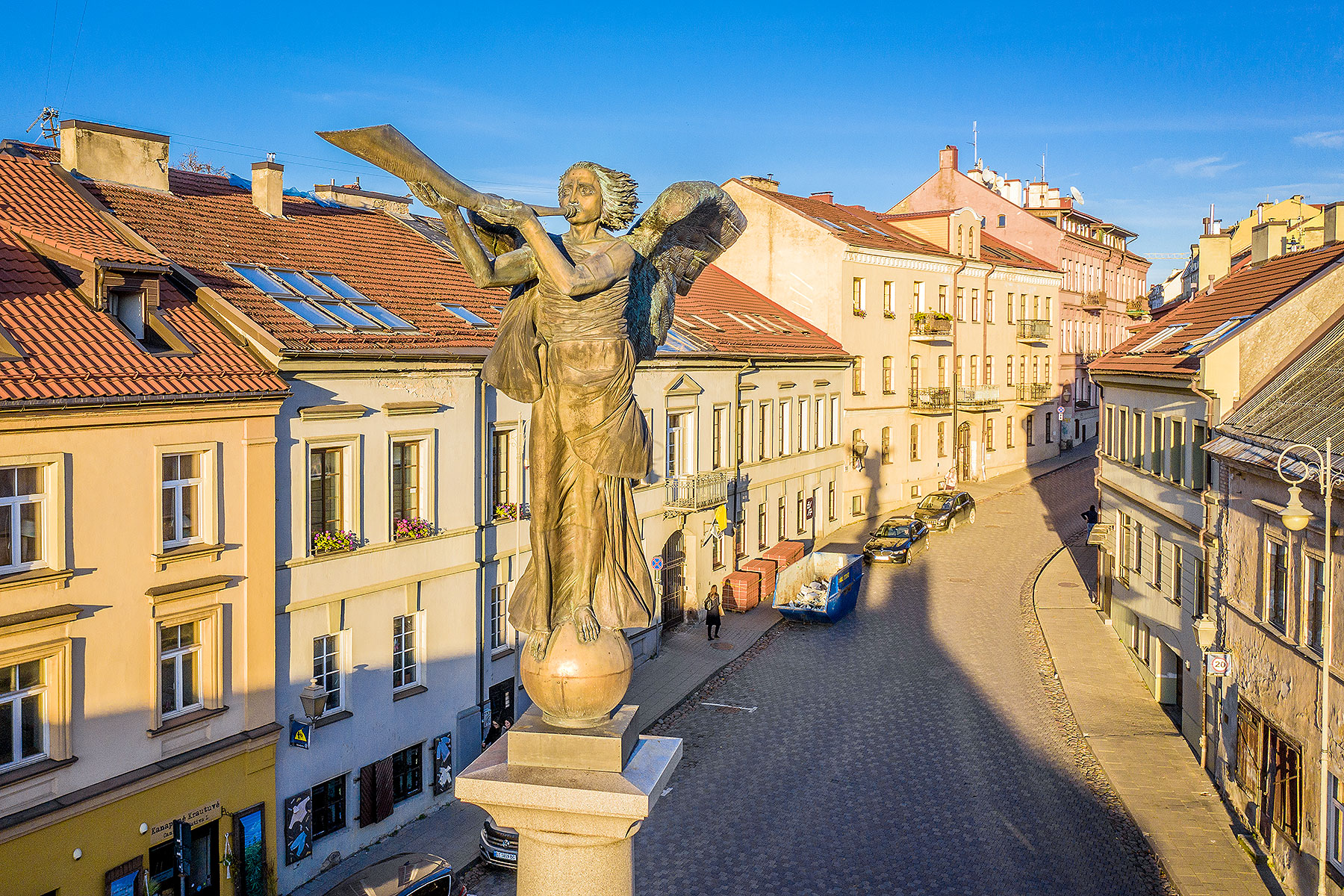
Engel von Užupis (2022)

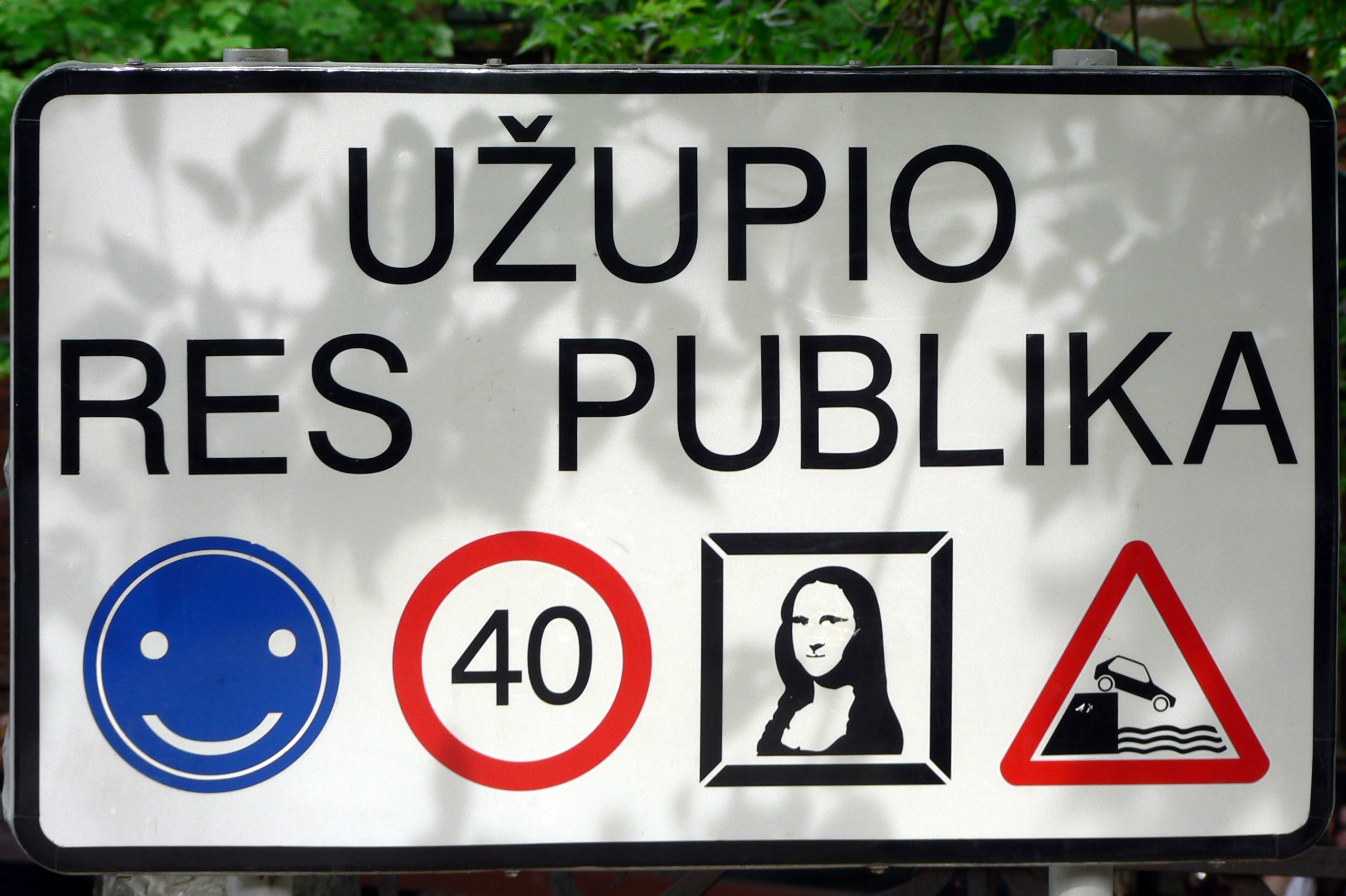
„Staatsgrenze“ von Užupis

Užupis ist ein Stadtteil am Rand der Altstadt von Vilnius, der Hauptstadt Litauens. Der Name bedeutet „jenseits des Flusses“ (už = hinter, upė = Fluss). Es handelt sich dabei um die Vilnia oder Vilnelė, die der Stadt Vilnius ihren Namen gibt. Užupis ist mit ca. 0,6 km² ein kleiner und abgeschlossener Stadtteil. Auf drei Seiten wird es durch den Fluss von der Altstadt getrennt, auf einer Seite gibt es steile Berge und in der sowjetischen Zeit entstandene Industriegelände. Es gibt das Užupis-Gymnasium mit dem besonderen Bildungsschwerpunkt Deutsch.

## Geschichte
Der Stadtteil wurde früher mehrheitlich von Juden bewohnt. Erst im 16. Jahrhundert wurden die ersten Brücken über den Fluss geschlagen. 1810 wurde der Bernhardiner-Friedhof errichtet. Ein großer Teil der ursprünglichen Bevölkerung kam während des Holocausts um, der jüdische Friedhof wurde von den Sowjets zerstört. Die leerstehenden Häuser wurden von Kriminellen, Obdachlosen und Prostituierten besetzt. Vor der litauischen Unabhängigkeitserklärung 1990 war der Stadtteil einer der vernachlässigsten der Stadt, viele Häuser hatten weder Strom noch sanitäre Anlagen.

## Künstlerkolonie
In den 1990er Jahren hat sich der Stadtteil grundlegend geändert. Aus dem Viertel ist ein begehrtes Wohnquartier für die städtischen Künstler und ihre Bohème geworden. Hier gibt es zahlreiche Kunstgalerien, Workshops und Cafés. Mitunter wird Užupis mit dem Künstlerviertel Montmartre in Paris verglichen, mit dem auch eine Partnerschaft besteht.
Infolge des Aufkaufs vieler Häuser durch Investoren und des Zuzugs von Geschäftsleuten und Künstlern wurden die Bewohner von Užupis, darunter viele Arbeiter, Inhaber kleiner Läden und andere „einfache Leute“, aus ihrem Viertel verdrängt. Užupis wurde zu einem Szeneviertel und einem Touristenziel, in dem der Prozess der Gentrifizierung vollendet ist.

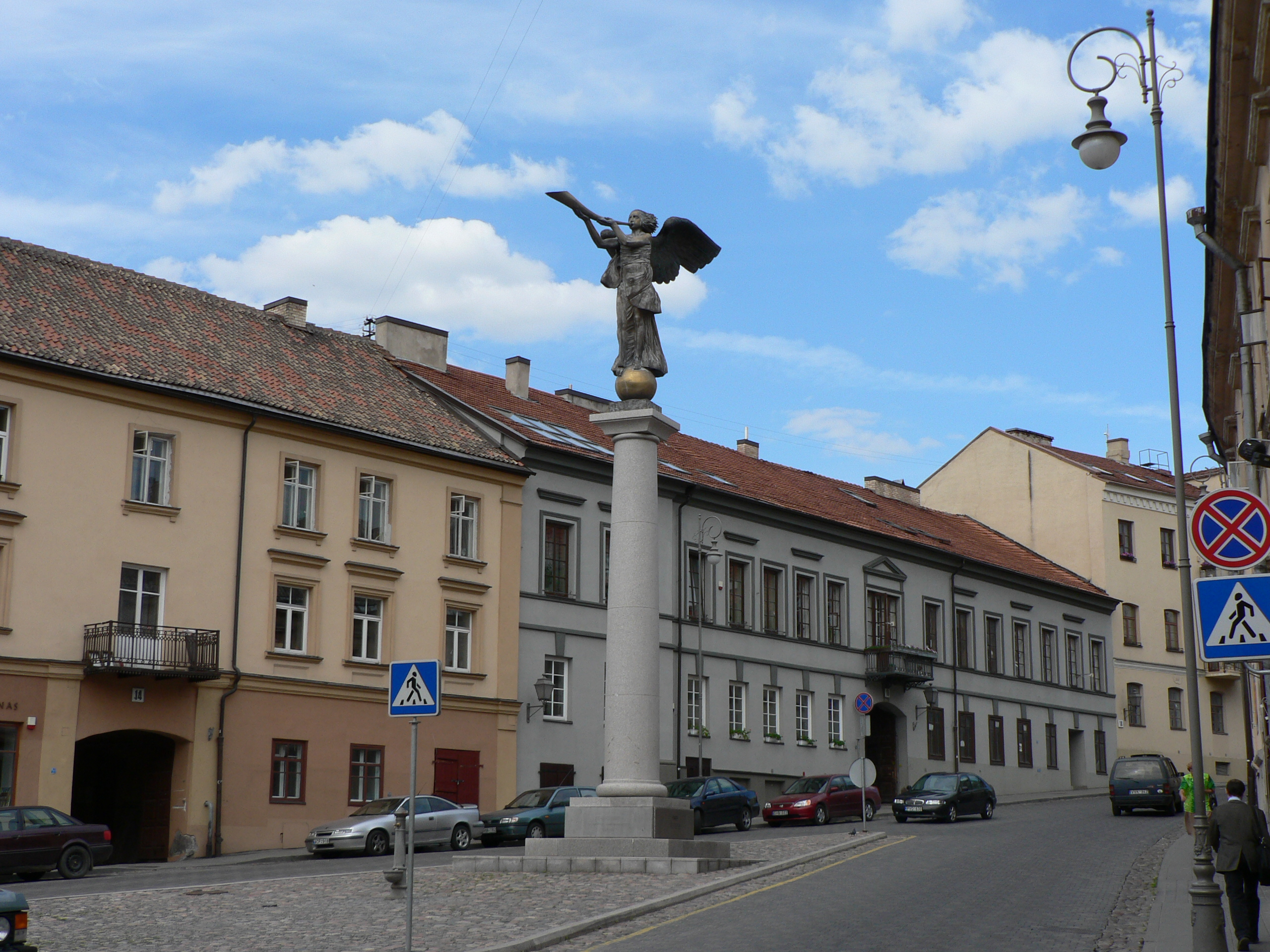
Engel von Užupis
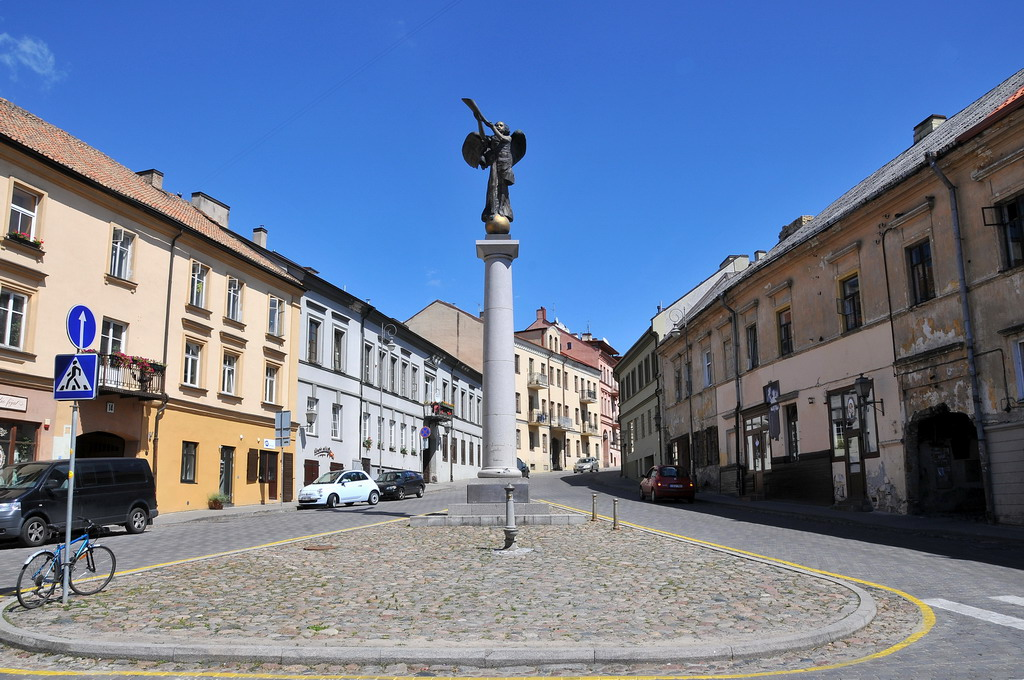
Platz in Užupis
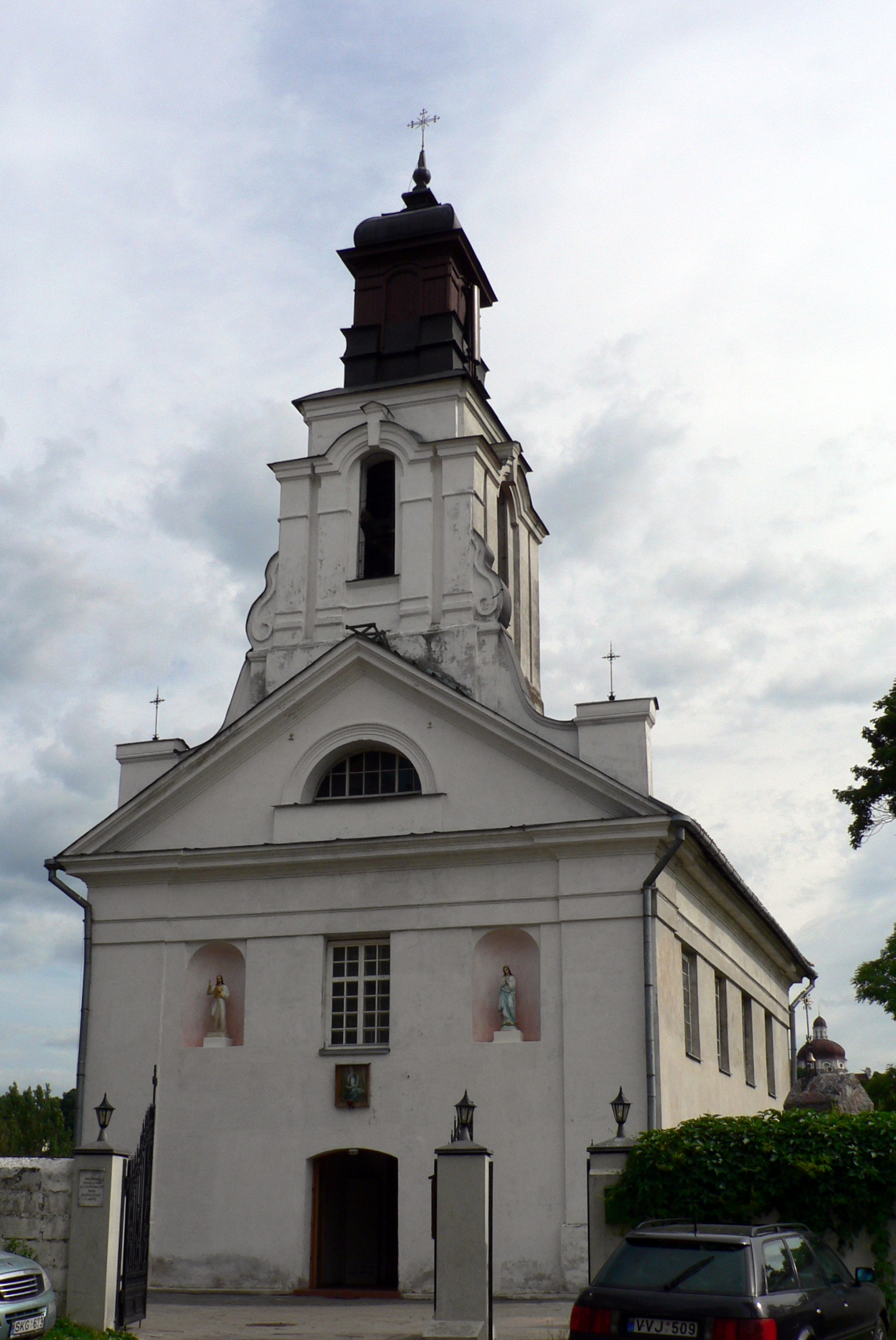
Katholische Kirche St. Bartholomäus in Užupis, erbaut von 1823 bis 1824, Turm von 1881